# Готшалк фон Цютфен
Готшалк фон Цютфен (нем. Gottschalk, Godescalcus; умер в 1063) — граф в Аградингау, Эмсгау, Хеттере и Твенте, граф Цютфена с 1037 года.

## Биография
Сын Германа (ум. после 1036), графа в гау Нифтерлаке (Вестфалия).
Родился не ранее 1010. Упоминается в качестве графа в Твенте с 1027 года. После женитьбы на Адельгейде, дочери Оттона фон Цютфена, приобрёл права на наследство покойного тестя (1037).
Готшалк вёл многолетнюю тяжбу с епископами Утрехта по вопросу взимания десятины с городов. Взаимные претензии были урегулированы договором от 1059 года.
В 1063 году оказал помощь архиепископу Гамбурга Адальберту I в его борьбе с непокорными вассалами и в деле крещения фризов. Возможно, погиб в одном из боёв.
Дети Готшалка фон Цютфен и его жены Адельгейды:
- Гебхард, граф Твенте
- Оттон II (1050—1113) — сеньор, затем граф фон Цютфен

Согласно исследованиям Дональда Джекмана (Donald C. Jackman), к ним нужно добавить еще двоих сыновей:
- Готшалк II, сеньор фон Геннеп
- Герберт, сеньор фон Миллен, отец святого Норберта (1080—1134), основателя ордена премонстрантов.